# 모들린 요새

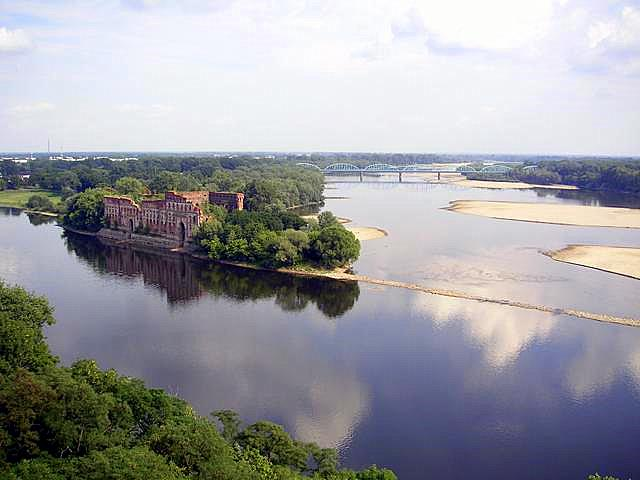
모들린 요새

모들린 요새(폴란드어: Twierdza Modlin)는 폴란드에서 가장 큰 19세기 요새 중 하나다. 바르샤바에서 북쪽으로 약 50km 떨어진 나레프강에 있는 노비드부르마조비에츠키에 있다. 원래 1806년에서 1812년 사이에 프랑스에 의해 건설되었다.